# Helige Konstantins och Helenas kyrka, Strumjani
Helige Konstantins och Helenas kyrka (bulgariska: Църква "Св. Св. Константин и Елена"/Tsarkva "Sv. Sv. Konstantine yi Elena") är en bulgarisk-ortodox kyrkobyggnad belägen i orten Strumjani i Strumjani kommun i regionen Blagoevgrad i sydvästra Bulgarien.
Kyrkan är helgad åt den romerska kejsaren Konstantin den store och hans mor, Helena.

## Historia
Beslutet om att bygga Helige Konstantins och Helenas kyrka genomfördes den 21 februari 1992.
Byggandet av kyrkan började den 22 mars 1993, där det också genomfördes en gudstjänst ledd av metropolit Pimen av Nevrokop.
Invigningen ägde rum den 18 oktober 2003 av metropolit Nathaniel av Nevrokop.

## Kyrkobyggnaden
Kyrkan har två ingångar, en på den södra sidan och en i den västra. Storleken är 232 m².

## Klocktornet
Klocktornet är inbyggt i kyrkan.